# W.F. Wilkerson
De Amerikaanse majoor-vlieger W.F. Wilkerson werd bij Koninklijk Besluit No. 26 van 17 oktober 1946 door Koningin Wilhelmina der Nederlanden begiftigd met het Vliegerkruis voor zijn "initiatief, moed en volharding" waarbij werd aangetekend dat zijn "verrichtingen in de lucht van uitnemend belang waren voor de Nederlandse Staat".
Wilkerson was gevechtspiloot bij de Amerikaanse legerluchtmacht en werd gedecoreerd voor het verlenen van luchtsteun tijdens Operatie Market Garden. Op 18 september 1944 vernielde hij Duitse Flakstellingen bij de Waalbruggen maar moest zijn beschadigde P-47 Thunderbolt met een parachute verlaten.